# 赵冬苓
赵冬苓（1953年10月—），中国内地编剧、作家，国家一级编剧，中国共产党党员，第十二届、十三届、十四届全国人大代表。

## 生平
赵冬苓1953年10月出生于山东省乳山市的一个教师家庭。1969年，被分配到一家单位从事行政工作，工作之余开始创作小说。1987年，被借调到刚成立的山东电影电视剧制作中心。1992年，担任年代剧《大地缘》编剧，该剧为其首部编剧作品。1997年，凭借剧情片《激情辩护》获第4届中国电影华表奖优秀编剧。2003年，任山东电影电视剧制作中心影视部主任，2004年，凭借儿童电影《上学路上》获第24届中国电影金鸡奖最佳编剧。2007年，任山东电影电视剧制作中心艺术副总监。2011年，凭借《沂蒙》获第28届电视剧飞天奖优秀编剧。2015年，赵冬苓离开山影，成立个人工作室，2024年10月，被聘为山东大学讲席教授。
赵冬苓是中国影视界的高产编剧之一，因其创作效率之高，被网友质疑雇“枪手”、雇“团队”写作。赵冬苓本人则明确回应“ 没有枪手，没有团队，每个字都是自己敲出来”。

## 編劇作品

### 電視劇
- 1993年：《大地緣》
- 1994年：《军嫂》
- 1995年：《孔繁森》《小小飞虎队》
- 1996年：《爱情帮你办》《民警程广泉》
- 1999年：《派出所的故事》
- 2001年：《仗义执言》
- 2002年：《盖世太保枪口下的中国女人》
- 2003年：《21天》
- 2005年：《满天星》（又名《罪恶深重》）
- 2008年：《活着真好》《唐山孤儿》
- 2009年：《沂蒙》
- 2010年：《北方有佳人》《南下》
- 2011年：《中国地》《小小飞虎队》（翻拍）《叶落长安》
- 2012年：《雾都》《我的父亲母亲》《母亲，母亲》
- 2014年：《紅高粱》
- 2015年：《生死血符》《青岛往事》《家在铁西》《三个奶爸》
- 2016年：《安居》
- 2017年：《金陵往事》《红蔷薇》
- 2019年：《冷案》《因法之名》《我的亲爹和后爸》
- 2020年：《猎狐》
- 2021年：《燃烧大地》
- 2022年：《警察荣誉》《幸福到万家》
- 2023年：《女士的品格》《父辈的荣耀》《无所畏惧》
- 2024年：《老家伙》
- 2025年：《北上》《无所畏惧2》《沙尘暴》

### 電影
- 《紧急救助》（1996）
- 《激情辩护》（1997）
- 《上学路上》（2004）
- 《郑培民》（2004）
- 《任长霞》（2005）
- 《督察队长》《革命到底》（2007）
- 《农民工》（2008）
- 《北川重生》《不再沉默》（2011）
- 《小小飞虎队》电影版（2013）
- 《勇士》（2016）

### 电视电影
- 《法官老张轶事》系列，共9部
- 《狩猎者》

## 小說
- 《凱鏇門》山東文藝出版社出版
- 《悠悠情結》山東文藝出版社出版
- 《仗義執言》長江文藝出版社出版
- 《21天》山東文藝出版社出版
- 《滿天星》山東文藝出版社出版

## 獎項
- 2004年：第24屆中國電影金雞獎最佳編劇獎獲獎
- 2011年：第28屆中國電視劇飛天獎優秀編劇獎《沂蒙》獲獎
- 2012年：第18屆上海電視節最佳編劇《中國地》提名